# Wayne (New Jersey)
Wayne – miasto w Stanach Zjednoczonych, w stanie New Jersey, w hrabstwie Passaic.